# Edwin Forrest
Edwin Forrest (Filadelfia, 1806 – 1872) è stato un attore teatrale statunitense.

## Biografia
Debuttò caldamente nel 1820 giovanissimo, ma ottenne la scritturazione degli impresari Collins e Jones.
Girò l'America per decine di anni, portando in scena qualsiasi ruolo gli venisse affidato, ma soprattutto Otello (dal 1826).
Recitò spesso al Boston Theatre assieme a Louis Aldrich, negli anni sessanta del XIX secolo.
Negli ultimi anni indusse una gran quantità di concorsi per drammaturghi, al fine di poter interpretare sempre più nuove parti per gloria personale. Fu spesso attore troppo passionale e irrefrenabile.